# Ain’t No Sunshine (Sydney Youngblood-dal)
Az Ain't No Sunshine című dal az amerikai-német származású Sydney Youngblood első kislemeze a Feeling Free című debütáló stúdióalbumról. A dal egy feldolgozás, melyet 1971-ben Bill Withers vitt sikerre. Youngblood változata csupán az angol kislemezlistára került fel, mely a 78. helyig jutott.
A dal 1990-ben Franciaországban is megjelent, ahol slágerlistás helyezést ért el.

## Megjelenések
12"  Circa – YRTX 34
- A	If Only I Could (Extended Version) 6:30 Written-By – C. Zundel, M. Staab, R. Hamm, S. Youngblood
- B1	Ain't No Sunshine (Extended Version) 6:01 Written-By – B. Withers
- B2	Congratulations (Punchline Mix) 7:10 Written-By – C. Zundel, M. Staab, R. Hamm*, S. Youngblood

## Slágerlista
| Slágerlista (1988)               | Legjobb helyezés |
| -------------------------------- | ---------------- |
| UK (The Official Charts Company) | 78               |

## Feldolgozások
- 1972-ben Michael Jackson is feldolgozta a dalt, mely Got to Be There című albumán található.[5]
- Boris Gardiner 1973-ban dolgozta fel a dalt, mely What's Happening című albumán található.[6]
- Az Észak- Afrikai  Ladysmith Black Mambazo nevű csapat és Des'ree közös feldolgozása 1999-es In Harmony című stúdióalbumán található. A dal 42. helyezett volt az angol kislemezlistán.[7]
- 1998-ban a 4 the Cause nevű csapat is feldolgozta a dalt, mely Stand By Me című albumukon található. A dal több slágerlistára is felkerült.[8][9]
- 2013-ban a Black Label Society nevű heavy metal csapat dolgozta fel a dalt, mely Unblackened című stúdióalbumukon is megtalálható. A dal a kanadai rock slágerlistán a 42. helyig jutott.[10]